# Réseau hydrographique du Lisos
Réseau hydrographique du Lisos este o arie protejată (sit de importanță comunitară — SCI) din Franța întinsă pe o suprafață de 940 ha, integral pe uscat.

## Localizare
Centrul sitului Réseau hydrographique du Lisos este situat la coordonatele 44°28′09″N 0°00′40″W / 44.46917°N 0.01111°V.

## Înființare
Situl Réseau hydrographique du Lisos a fost declarat arie specială de conservare în baza directivei 92/43 din 1992 referitoare la conservarea habitatelor naturale și a faunei și florei sălbatice pentru a proteja 11 specii de animale.

## Biodiversitate
Situată în ecoregiunea atlantică, aria protejată conține 4 habitate naturale: Pajiști uscate seminaturale și facies de acoperire cu tufișuri pe substraturi calcaroase (Festuco-Brometalia) (* situri importante pentru orhidee), Liziere de ierburi înalte hidrofile de câmpie și de nivel montan până la alpin, Fânețe de joasă altitudine (Alopecurus pratensis, Sanguisorba officinalis), Păduri aluvionare cu Alnus glutinosa și Fraxinus excelsior (Alno-Padion, Alnion incanae, Salicion albae).
La baza desemnării sitului se află mai multe specii protejate:
- mamifere (2): vidră de râu (Lutra lutra), nurcă (Mustela lutreola)
- nevertebrate (5): Austropotamobius pallipes, Coenagrion mercuriale, fluturele auriu (Euphydryas aurinia), rădașcă (Lucanus cervus), fluturele purpuriu (Lycaena dispar)
- pești (4): Lampetra fluviatilis, cicar (Lampetra planeri), Parachondrostoma toxostoma, Petromyzon marinus

Pe lângă speciile protejate, pe teritoriul sitului au mai fost identificate 1 specie de păsări, 1 specie de pești.